# Пенсакола (Оклахома)
Пенсакола (енгл. Pensacola) град је у америчкој савезној држави Оклахома.

## Демографија
По попису из 2010. године број становника је 125, што је 54 (76,1%) становника више него 2000. године.
| Група             | 2000.      | 2010.      |
| Белци             | 54 (76,1%) | 98 (78,4%) |
| Афроамериканци    | 0 (0,0%)   | 0 (0,0%)   |
| Азијати           | 0 (0,0%)   | 0 (0,0%)   |
| Хиспаноамериканци | 0 (0,0%)   | 2 (1,6%)   |
| Укупно            | 71         | 125        |